# Жажда смерти 5: Обличье смерти
«Жажда смерти 5: Обличье смерти» — кинофильм Аллана Голдштейна, снятый в 1993 году, последний в киносаге о городском мстителе Поле Керси. Снят через 20 лет после первого фильма серии, когда Чарльзу Бронсону было уже 73 года.

## Сюжет
Легендарный мститель Пол Керси снова живёт в Нью-Йорке, на этот раз под прикрытием полиции как профессор Стюарт. И в очередной раз у него появляется подруга — Оливия Риджент, которая в прошлом была замужем за ирландским бандитом Томми О’Шэ. Теперь она готова дать показания против него. Тогда Томми вызывает громилу, который уродует женщину. Женщина тем не менее готова продолжить свои контакты с правосудием, тогда О’Шэ присылает к ней киллеров, которые и убивают женщину. Так как полиция вновь ничего не может сделать, Полу приходится взять задачу восстановления справедливости в свои руки.
В этот раз Керси проявляет известную креативность — первого бандита он убивает ядом, второму подкидывает начинённый взрывчаткой радиоуправляемый мяч, хотя коррумпированный полицейский получает традиционный заряд свинца. Тогда О’Шэ устраивает для Керси западню на фабрике белья, но Пол в одиночку расправляется с толпой до зубов вооружённых бандитов. В итоге правая рука босса мафии отправляется в измельчающее устройство, а сам О'Шэ падает в резервуар с кислотой. 

## Актёры
1. Чарльз Бронсон — Пол Керси
2. Лесли-Энн Даун — Оливия Риджент
3. Майкл Паркс — Томми О’Шэ
4. Чак Шамата[англ.] — Сэл Пакони
5. Кевин Ланд — Чак Пакони
6. Роберт Джой — Фредди «Флейкс»
7. Сол Рубинек — Тони Хойл
8. Мигель Сандоваль[англ.] — Эктор Васкес
9. Кеннет Уэлш — лейтенант Мики Кинг
10. Лиза Инуе — Джанис Омори
11. Эрика Ланкастер[фр.] — Челси Риджент
12. Джеффресон Мэппин — Большой Эл
13. Майкл Данстон — Редж
14. Клер Ранкин[англ.] — Максин
15. Шэролин Спарроу — Доун
16. Анна Старнино — сестра
17. Елена Кудаба — домработница
18. Андреа Манн[англ.] — жена Хойла
19. Скотт Спиделл — Френки